# Alfred Nobel
Alfred Bernhard Nobel ([ˈǎlfrɛd nʊˈbɛlː] ( lyssna)), född 21 oktober 1833 i Stockholm, död 10 december 1896 i San Remo, Ligurien, Italien, var en svensk kemist, uppfinnare av dynamiten, industriman, donator, ingenjör och stiftare av Nobelpriset. Grundämnet nobelium, atomnummer 102, är uppkallat efter honom.
Nobels uppfinningar kunde – och kom också att – användas för krigiska ändamål, medan han själv hyllade fred. Denna dualism kan sägas vara grunden för utformningen av hans testamentariska förordnanden om Nobelprisets syfte "att komma mänskligheten till den största nytta" och det särskilda fredspriset. Alfred Nobel menade att hans dynamit ledde till fred och gav följande förklaring: "När det står klart vilken kraft det finns i sprängämnen och krut och vilken skada de kan åstadkomma kommer man avstå från att använda dem."
Han var mycket intresserad av vetenskap och konst och hedrades för detta på flera sätt. Bland allt vetenskapligt arbete var han också upphovsman till en del skönlitterära alster. Han skrev dikter på såväl svenska som engelska. De avspeglar för det mesta ensamhet, melankoli och leda vid livet. Han hade ett bibliotek på knappt 2 600 volymer fördelade på cirka 1 200 titlar, varav det mesta var skönlitteratur. Det litterära intresset avspeglas i nobeltestamentets föreskrift om litteraturpriset.
Nobelpriset utdelas årligen – på Nobeldagen – den 10 december. De olika nobelprisen prisar den person eller de personer, som gjort den viktigaste upptäckten eller uppfinningen inom fysik, kemi, fysiologi eller medicin; inom litteraturen "producerat det utmärktaste i idealisk riktning" och inom fredsarbete "hafva gjort menskligheten den största nytta".

## Uppväxt

### Föräldrar och syskon
| Alfred Nobels föräldrar var Immanuel Nobel den yngre och dennes hustru Andriette, född Ahlsell. |  | Alfred Nobels föräldrar var Immanuel Nobel den yngre och dennes hustru Andriette, född Ahlsell. |
| Alfred Nobels föräldrar var Immanuel Nobel den yngre och dennes hustru Andriette, född Ahlsell. |  |                                                                                                 |

Alfred Nobel föddes den 21 oktober 1833, på Norrlandsgatan 11 i Stockholm, som ett av åtta barn (varav bara fyra nådde vuxen ålder) till fabrikören Immanuel Nobel den yngre, som också han var uppfinnare, och Andriette Nobel, född Ahlsell. Vidare var han sonson till kirurgen Immanuel Nobel den äldre, som i sin tur tillhörde en gren av släkten Nobel, som härstammar från den uppländske häradshövdingen Petter Nobelius (död 1707).

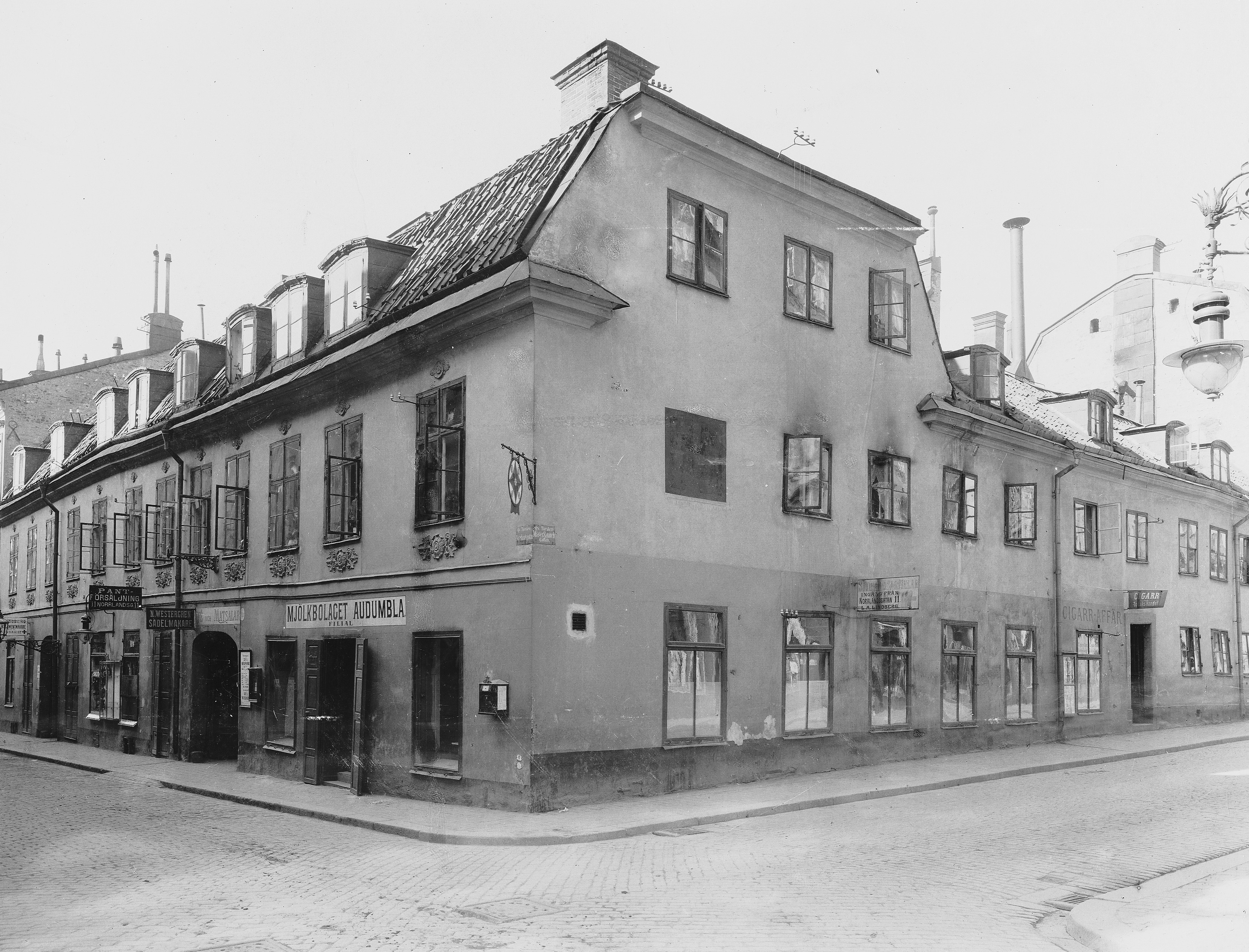
Alfred Nobels födelsehus på Norrlandsgatan.

Han och hans bröder Robert, Ludvig och Emil levde i svåra förhållanden med en mycket sjuk fader.

### Ryssland
År 1842 flyttade familjen till Sankt Petersburg, i dåvarande kejsardömet Ryssland, sedan faderns mekanikverkstad gått i konkurs i Sverige. Vid den tidpunkten var familjen mycket fattig och hustrun fick arbeta som butiksbiträde i en mjölk- och grönsaksbutik, medan Alfred själv hjälpte till att sälja tändstickor på gatan. Väl i Sankt Petersburg utbildade han sig till kemist, och kom där även att bli flerspråkig. Familjens företag blev sedermera framgångsrikt och byggdes upp till en industriell jätte, som blomstrade och bestod ända till ryska revolutionen. Efter ekonomiska motgångar återvände fadern och Alfred till Sverige 1859.

## Experiment
När Alfred väl hade återvänt till Sverige från Ryssland började han studera sprängämnen, i synnerhet nitroglycerin. Experimenten ägde rum i försöksfabriken Heleneborg i Stockholm. Den 3 september 1864 skedde en explosion vid Heleneborg vid sprängolje- och nitroglycerinberedning. Brodern Emil Nobel, som var 21 år, och de fyra andra närvarande omkom. Nobel hade mött upptäckaren av nitroglycerin, Ascanio Sobrero, under sin tid i Paris och insåg att dess kraft måste tämjas för att kunna vara användbar.

### Uppfinningar och patent

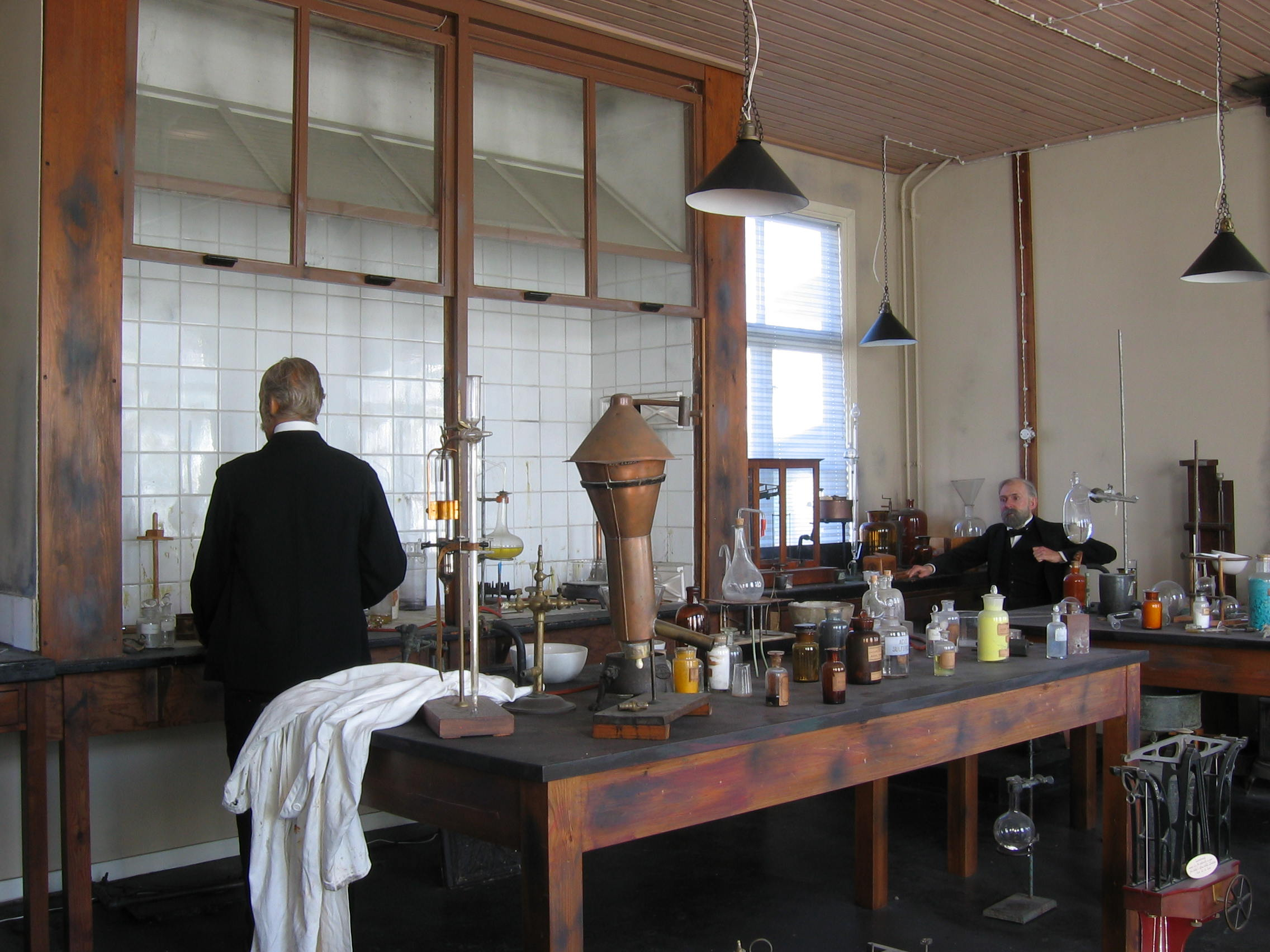
Alfred Nobels laboratorium, Karlskoga.

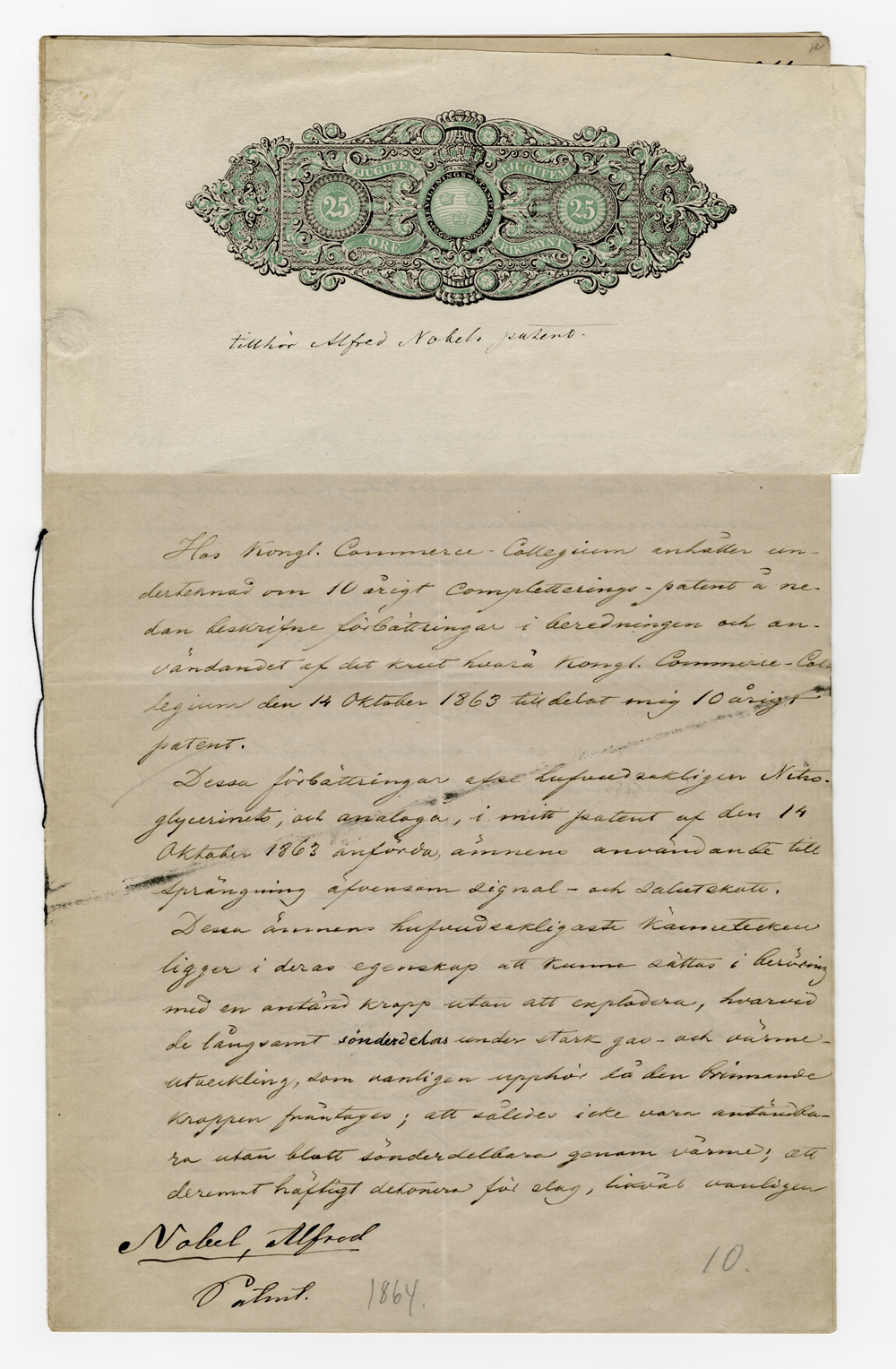
Nobels ansökan från 1864, gällande patent på tändhatten och principen för initialtändning av nitroglycerin.

Alfred Nobel uppfann bland annat Nobels krut (blandning av nitroglycerin och svartkrut) 1863, tändhatten 1864, dynamiten, spränggummi (bomullskrut upplöst i svartkrut), spränggelatin 1875, extradynamit 1887, ballistit (ett röksvagt krut bestående av nitrocellulosa och nitroglycerin i lika delar) 1887 och Mignon Naftaslup (sjösatt 1892, 12 meter lång, 1,8 meter bred och ett djupgående på 0,9 meter, samt ångdriven 6 hk). Han fick svenskt patent på tändhatten 1864, och på dynamit den 19 september 1867. 
Dynamiten innebar stora möjligheter, att transportera explosiva ämnen med hög säkerhet. Trots att nitroglycerin, som är den verksamma delen i dynamit, är mycket stötkänsligt, gör den så kallade flegmatiseringen att dynamiten inte detonerar trots ganska hårda törnar.
Det förekom uppgifter om, att Nobel skulle ha uppfunnit spränggelatinet av en slump, genom att av en tillfällighet blanda nitroglycerin och kollodiumlösning. En dag 1875 hade Nobel under arbetet i sitt laboratorium i Paris råkat skära sig i ett finger och lagt på kollodium på skråman. Under natten höll värken i fingret honom vaken, och han låg då och funderade på ett lämpligt sätt att inkorporera bomullskrut med nitroglycerin. Då kom han att tänka på, att det möjligen skulle lyckas bättre med nitrocellulosa av lägre nitreringsgrad. Nobel gick ned i sitt laboratorium klockan fyra på morgonen och då hans assisten Fehrenbach kom i vanlig tid, kunde Nobel visa honom det första spränggelatinet. Det bestod av nitroglycerin med tillsats av några procent i eter-alkohol löslig nitrocellulosa. Alfred Nobel fick sitt svenska patentet på spränggelatin den 8 juli 1876.[källa behövs]
När traditionellt svartkrut används för att driva projektiler i skjutvapen blir det ett avsevärt rökmoln, som skymmer sikten för kanonservicen, och avslöjar för fienden varifrån elden utgår. Den som kan skjuta med mindre rök får därigenom en fördel. Nobel arbetade med möjligheterna att få fram ett röksvagt krut och gjorde därvid värdefulla rön som resulterade i ballistit-patentet.[källa behövs]
Nobel beviljades ett mycket stort antal patent, och flera av dem inbegrep andra länder eller hela världen, totalt drygt 350 patent.[källa behövs] Dessa omfattade även annat än sprängmedel i olika former. Inspirerad av en svår explosion orsakad av gasljus på en teater i Paris uppfann han till exempel en gasbrännare med avsevärt förbättrad säkerhet. En teknisk detalj i denna brännare var att den arbetade med förvärmning av förbränningsluften.

## Företagande, senare aktiviteter
Nobel anlade fabriker i de flesta europeiska länder och i Nordamerika för att kunna dra nytta av sina uppfinningar. Han hade också intressen i flera andra företag, till exempel Branobel i Baku, Azerbajdzjan, och Bofors järnverk i Karlskoga, där han hade en stor experimentverkstad, bland annat för att utveckla ett krut med liten rökutveckling. Han byggde där också en mönsteranläggning för tillverkning av kanoner.
Hans bröder Robert och Ludvig hade börjat utvinna olja i Baku i det ryska guvernementet Baku 1874. Fyra år senare bildade de, med Alfred som en av finansiärerna, oljeföretaget Tovaristjestvo Neftjanovo Proizvodstva Bratjev Nobel (Naftaproduktionssällskapet Bröderna Nobel), som snart blev förkortat till Branobel. Bolaget blev på kort tid världens näst största oljebolag, efter Rockefellers Standard Oil, och dominerade den europeiska marknaden fram till ryska revolutionen. Under bolagets storhetstid hade man flera hundra kontor utspridda i Ukraina och östra Europa från Polen och Baltikum ända till öster om Uralbergen. 1918 nationaliserades anläggningarna, och därmed upphörde bröderna Nobels inflytande i dessa industrier. Cirka 12 procent av Alfreds testamenterade förmögenhet utgjordes av aktier i oljeföretaget.[källa behövs]
Med alla dessa engagemang följde, att en mängd tekniska och ekonomiska problem måste lösas, och detta gjorde att Alfred Nobel långa tider var på resande fot i en lång rad länder. Detta gav honom epitetet ”Europas rikaste vagabond”. Han hade studerat på fem olika språk i fem olika länder och kunde därför tala fem språk flytande, svenska, ryska, engelska, franska och tyska.
Han arbetade som kemist på flera utländska laboratorier, bland annat hos professor Pelouze i Paris. Där fick han bra tillfälle att studera nitroglycerin och andra sprängämnen. På grund av de många olyckor, som inträffade både vid fabrikation och under transport av nitroglycerin, blev både tillverkning och användning av detta sprängämne förbjudet i flera länder. Det stora behovet av ett starkare sprängämne än krut inspirerade Alfred Nobel, tillsammans med faderns intensiva intresse för denna tillverkning, att med stor energi försöka komma på en mer lätthanterlig och mindre farlig form av nitroglycerin. En svår olycka i faderns laboratorium vid Heleneborg avskräckte honom inte. Inom kort lyckades han få tillgång till kapital för att anlägga en fabrik vid Vinterviken vid Mälaren i södra Stockholm och en vid Krümmel nära Hamburg.[källa behövs]
Det var under en vistelse vid fabriken i Krümmel som han 1866 gjorde sin första uppfinning, dynamiten. Han utnyttjade då påpassligt ortens tillgångar: Lüneburgheden, där Lauenburg ligger, är en mäktig sandhed med underliggande lager av diluviansk kiselgur. Dynamiten bestod just av kiselgur, som genompressades med nitroglycerin.[källa behövs]
Ett exempel som visar hur epokgörande denna uppfinning var är att man vid sprängningen av Sankt Gotthardstunneln enligt en uppgift sparade 20 miljoner franc (oklart om franska eller schweiziska franc), och vann flera år, jämfört med beräknat.[källa behövs]

### Bofors

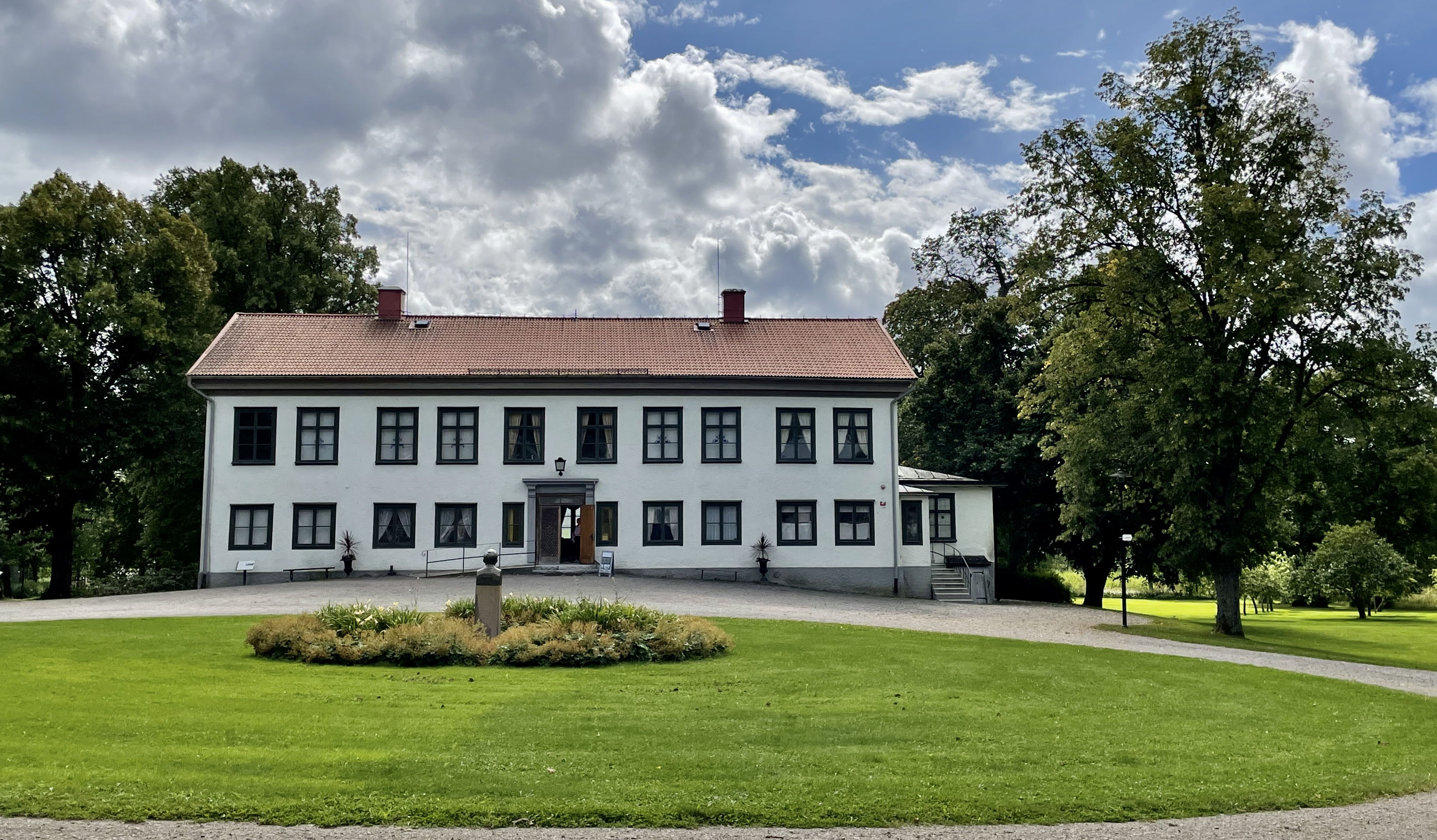
Björkborns herrgård, Karlskoga kommun.

Vid årsskiftet 1893/1894 tog Alfred över en stor aktiepost i Bofors, Karlskoga, för en miljon kronor. Kort därefter stod han som ensam ägare till fabriken samt kringliggande industrier. Åren 1894 till 1896 bodde Nobel i Björkborns herrgård i Karlskoga där han arbetade med sin nyförvärvade vapenfabrik. År 1896 flyttade han sitt stora tekniskt-vetenskapliga laboratorium från Paris till sin villa, i San Remo vid Genua och där bodde han sen fram till sin död samma år.[källa behövs]
En juridisk konflikt mellan Sverige och Frankrike uppstod då Nobels testamente skulle lagföras. Franska staten ansåg att Frankrike borde betraktas som hans hemland. Men fransk domstol enades om att ”där en man har sina hästar där anser han själv att han har sitt hem” och Alfred Nobel hade sina ryska hingstar på Björkborns herrgård. Testamentet lagfördes vid Karlskoga häradsrätt, Karlshall, och instiftandet av Nobelprisen blev verklighet, godkänt av häradsrätten där i februari 1897.

## Författarskap
Utöver poesi, som sedan 2007 finns utgiven i en samlingsvolym författade Nobel även det historiska skådespelet Nemesis om den mångfaldigt litterärt skildrade våldsamma historien om den italienska adelsfamiljen Cenci på 1500-talet, däribland Beatrice Cenci och inbegriper också påven Clemens VIII. Pjäsen utgavs först efter hans död och fick sin urpremiär först 10 december 2005 på Strindbergs Intima Teater. Nathan Söderblom, senare ärkebiskop, upprördes över pjäsens innehåll och såg till att hela upplagan förstördes. Några enstaka exemplar glömdes bort, men återfanns i början av 1900-talet.[källa behövs]

## Privatliv
Alfred Nobel gifte sig aldrig. År 1876 annonserade han i en Wientidning "En mycket rik, högt bildad äldre herre som är bosatt i Paris, söker en språkkunnig dam, likaledes vid stadgad ålder, som sekreterare och hushållsföreståndarinna", och en ung adelsdam, den österrikiska grevinnan Bertha Kinsky anställdes. Alfred och Kinsky utvecklade en djup vänskap, som bestod långt efter att hon lämnat sitt arbete hos Alfred Nobel och gift sig med en annan man. Bertha Kinsky var mycket engagerad i fredsfrågor och var en av dåtidens största namn inom fredsrörelsen. Alfred Nobel påverkades starkt av hennes åsikter, och de ligger till grund för instiftandet av fredspriset. Bertha von Suttner, som hon kom att heta efter giftermålet, tilldelades Nobels fredspris år 1905.

## Död
Nobel avled den 10 december 1896 i San Remo i Italien, vid 63 års ålder. Vid sin död var han ägare till 93 fabriker i 20 länder.
Hans gravvård återfinns på Norra begravningsplatsen i Stockholm.

## Verksamheter och testamente (Nobelpriset)

### Alfred Nobels företag
Alfred Nobel grundade ett 30-tal företag över hela världen. I dag kan de fortleva under samma eller annat namn. Ibland kan ett företag ha nedlagts eller blivit uppköpt av något annat företag eller kanske fusionerats med något. Ibland hade Nobel bara ekonomiska intressen i ett företag men deltog inte aktivt i ledningen. Hans industriimperium blev med tiden svåröverskådligt, och man har i dag svårt att föreställa sig hur han lyckades sköta allt detta på ett uppenbarligen vinstgivande sätt. Följande översikt av Nobelföretag gör inte anspråk på att vara fullständig men kan förhoppningsvis fyllas på efter hand och ge en bild av den enorma vidden av Alfred Nobels imperium. Man kan även tillägga att han stod för 30 procent av Sveriges patentering vid denna tid.[källa behövs]
| Etableringsår | Namn                     | Ort                    | Nytt namn        | Tillverkning                                        | Anteckningar                     |
| ------------- | ------------------------ | ---------------------- | ---------------- | --------------------------------------------------- | -------------------------------- |
| 1858          | Gyttorps sprängämnesab   | Gyttorp                | Nitroglycerin AB |                                                     | Fusion 1915                      |
| 1862          | Heleneborg försöksfabrik | Stockholm              |                  |                                                     |                                  |
| 1864          | Nitroglycerin AB         | Vinterviken, Stockholm | Nitro Nobel AB   | Svartkrut                                           |                                  |
| 1864          |                          | Krümmel, Lauenburg     |                  | Dynamit                                             |                                  |
| 1865          |                          | Lysaker, Norge         | Dyno Industrier  |                                                     |                                  |
| 1866          |                          | England                |                  |                                                     |                                  |
| 1865          |                          | USA                    |                  |                                                     |                                  |
| 1865          |                          | Österrike              |                  |                                                     |                                  |
| 1870          |                          | Finland                |                  |                                                     |                                  |
| 1871          | Dynamiterie de Paulilles | Frankrike              |                  |                                                     |                                  |
| 1871          |                          | Skottland              |                  |                                                     |                                  |
| 1872          |                          | Spanien                |                  |                                                     |                                  |
| 1873          |                          | Italien                |                  |                                                     |                                  |
| 1873          |                          | Schweiz                |                  |                                                     |                                  |
| 1873          |                          | Portugal               |                  |                                                     |                                  |
| 1876          |                          | Baku                   |                  | Oljeraffinaderi                                     |                                  |
| 1878          | Nobel Brothers Naphta Co |                        |                  |                                                     | Se artikel Ludvig Nobel          |
| 1894          | AB Bofors–Gullspång      | Karlskoga              |                  | Kanoner, röksvagt krut                              | Köpt befintligt bruk för 1,3 Mkr |
| 1965          | Nitro Nobel AB           | Gyttorp                |                  | Dynamit, säkerhetssprängämnen, krut, jaktammunition | F d Nitroglycerin AB             |

Alfred Nobel var engagerad i ytterligare en rad anläggningar inom skilda branscher. Vid sin död ägde han 93 fabriker i 20 länder.

## Nobelpriset

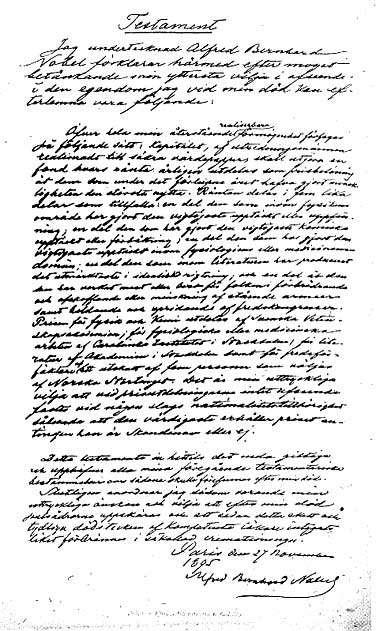
Alfred Nobels testamente.

I sitt testamente, daterat den 27 november 1895, stadfäste Nobel att en stiftelse skulle grundas av hans förmögenhet, och att räntan skulle utdelas som pris åt personer som under föregående år gjort mest nytta för mänskligheten. Släktingarna fick bara cirka en halv procent av arvet eftersom Nobel ansåg att stora rikedomar som ärvs underblåser lättjan och bidrar till människosläktets försoffning.
Priset skulle delas upp i fem lika delar inom följande områden:
- Fysik. Pristagare utses av Kungliga Vetenskapsakademien
- Kemi. Pristagare utses av Kungliga Vetenskapsakademien
- Fysiologi eller medicin. Pristagare utses av Nobelförsamlingen vid Karolinska Institutet
- Litteratur. Pristagare utses av Svenska Akademien
- Fredsarbete. Pristagare utses av Norska Nobelkommittén.

Nobelstiftelsen har sedan 1901 varje år delat ut detta på Nobels dödsdag, den 10 december. I slutet av 1900-talet fick denna årliga tilldragelse ytterligare status i och med att den 10 december utmärktes som Nobeldagen i svenska almanackor och blev allmän flaggdag i Sverige.

## Utmärkelser

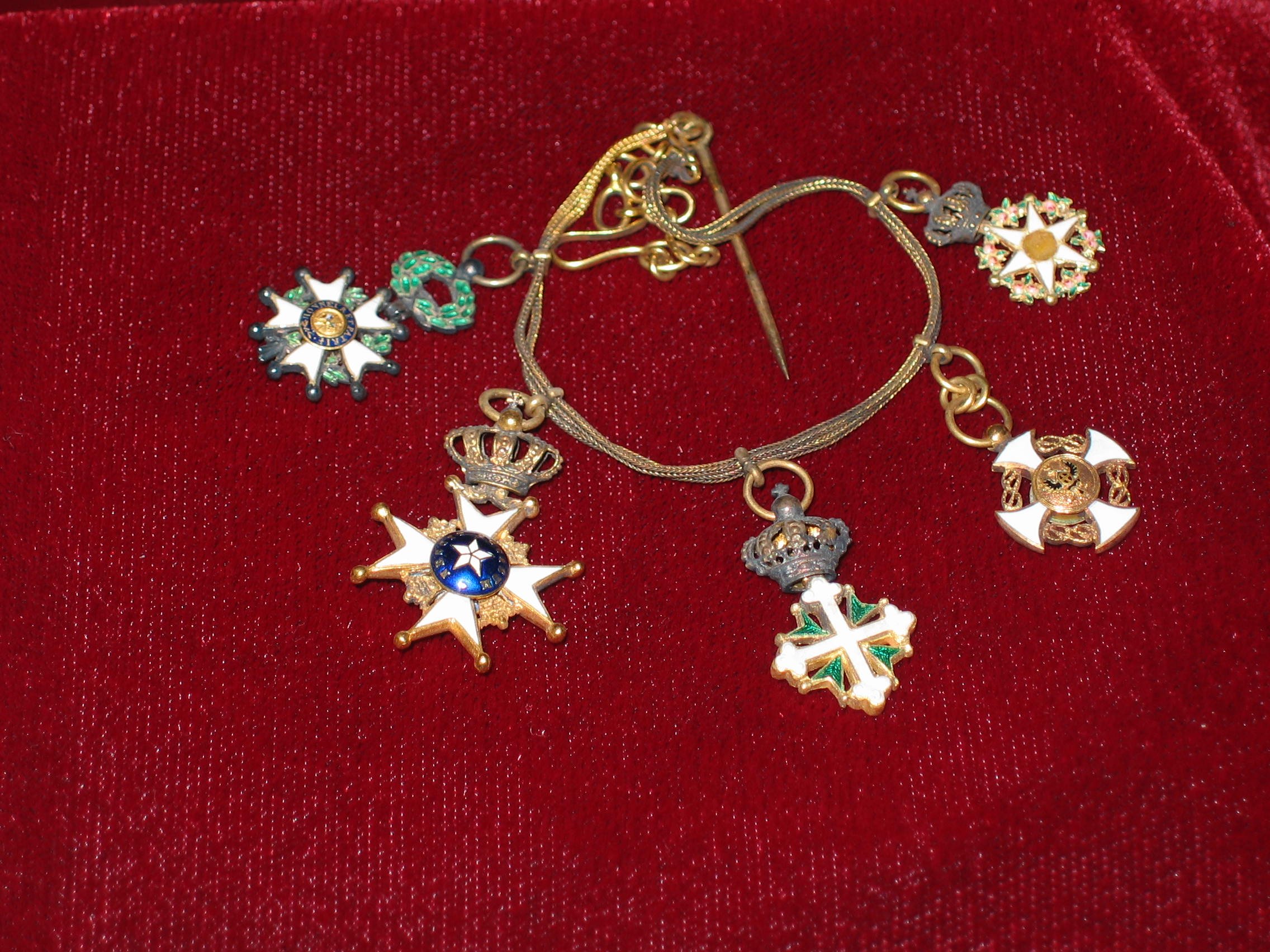
Alfred Nobels miniatyrordnar, Nobelmuseet i Karlskoga.

- John Fritz-medaljen,  1910[39]
- National Inventors Hall of Fame,  1998[40]
- Officer av Sankt Mauritius och Sankt Lazarusorden[41]
- Riddare av Hederslegionen[41]
- Officer av Södra korsets orden[41]
- Officer av Kejserliga Brasilianska Rosenorden[41]
- Riddare av Nordstjärneorden[41]
- Officer av Italienska kronorden[41]
- Officer av Hederslegionen[41]
- Hederslegionen

[Redigera Wikidata]

### Utmärkelser och ledamotskap
- 1884: ledamot av Kungliga Vetenskapsakademien
- 1893: filosofie hedersdoktor vid Uppsala universitet

### Hedersbetygelser
Därutöver har Alfred Nobel bland annat fått följande offentliga äreminnen:
- 1902 döptes en gata i Paris till Rue Nobel
- 1910 uppsattes på huset Norrlandsgatan 11 i Klara, Stockholm, där han föddes, en minnestavla i marmor, utförd av Ferdinand Boberg. Huset revs i samband med Norrmalmsregleringen.
- 1911 fick en skola i Chicago namnet The Nobel School
- 1912 invigdes en porträttbyst i brons på Karolinska institutets gård, utförd av Erik Lindberg och bekostad av släktingen, verkliga ryska statsrådet och excellensen Emanuel Nobel
- En park i Stockholm vid Djurgårdsbrunnsvikens norra strand har fått namnet Nobelparken
- Malmö fick Nobeltorget och Nobelvägen.
- Byggnadskomplexet Nobelparken i Århus används till viss del av Århus universitet
- Asteroiden 6032 Nobel är uppkallad efter honom.[42]

Till 50-årsminnet av Alfred Nobels död utgav Postverket 10 december 1946 två frimärken: valörerna 20 öre (röd, upplaga 81 655 600) och 30 öre (blå, upplaga 4 297 500). På senare år har Posten hedrat pristagarna med minnesfrimärken. Se vidare svenska frimärken. Alfred Nobel finns avbildade på svenska frimärken, "Alfred Nobels testamente" som utkom den 9 november 1995.

### Av Nobel
- Nobel, Alfred; Introduktion och sammanställning: Åke Erlandsson (2006). Dikter. Översättning: David Jones. Stockholm: Atlantis. Libris 10154509. ISBN 91-7353-120-0

### Om Nobel
- Alfred Nobel och hans släkt: minnesskrift. Stockholm: Almqvist & Wiksell i distribution. 1926. Libris 405876
- Andrén, Erik (1964). Nitroglycerin aktiebolaget 1864-1964: minnesskrift över Alfred Nobels första sprängämnesföretag, utarb. till 100-årsjubileet på uppdrag av styrelsen för Nitroglycerin aktiebolaget. Gyttorp: Nitroglycerin AB. Libris 893607
- Tjerneld, Staffan (1972). Nobel – En biografi. Stockholm: Bonniers. Libris 7143693. ISBN 91-0-037541-1
- Strandh, Sigvard (1983). Alfred Nobel: mannen, verket, samtiden. Stockholm: Natur och kultur. Libris 7228305. ISBN 9127012832
- Olofsson, Rune Pär (1990). Dynamitkungen. Saga egmont
- Nationalencyklopedin (1994). NE HF band 14. NE Nationalencyklopedin. sid. 193-194. Libris 16945544. ISBN 978-91-976241-3-8
- Malmberg Gert, Hansson Jan, red (1999). Millennium: årtusendets bok. Göteborg: Göteborgs-posten. Libris 7799720. ISBN 91-973363-2-7
- Åstrand, Göran; Aunver Kristjan (1999). Här vilar berömda svenskar: uppslagsbok och guide. Bromma: Ordalaget. Libris 7777883. ISBN 91-89086-02-3
- Erlandsson, Åke; Olsson Jan Eve (2002). Alfred Nobels bibliotek: en bibliografi. Archives of the Nobel Museum, 1404-7586 ; 3. Stockholm: Atlantis. Libris 8462872. ISBN 91-7486-630-3
- Fant, Kenne (2004). Alfred Bernhard Nobel (3. uppl.). Stockholm: Norstedt. Libris 9982441. ISBN 91-1-301430-7

- Fredrikson, Bengt (2013). Alfred Nobel: den olycklige uppfinnaren. LL-förlaget. ISBN 9170534403
- Ramklint, Ulla Britta (2013). Bertha von Suttner & Alfred Nobel: den innerliga berättelsen om fredsängeln och den melankoliske dynamitarden. Santerus. ISBN 9173590657
- Carlberg, Ingrid (2019). Nobel: Den gåtfulle Alfred, hans värld och hans pris. Norstedts. ISBN 9789113069395
- Schantz, Peter (2019-12-18). Alfred Nobel och hans okände medarbetare. Norrbottens-Kuriren. https://www.researchgate.net/publication/338108437_Alfred_Nobel_och_hans_okande_medarbetare
- Jangfeldt, Bengt (2020). Immanuel Nobel & söner : svenska snillen i tsarernas Ryssland. [Stockholm]: Albert Bonniers Förlag. Libris s49smq8hqv7gt2fm. ISBN 9789100185770